# Amphorophora vagans
Amphorophora vagans är en insektsart som först beskrevs av Van der Goot 1917.  Amphorophora vagans ingår i släktet Amphorophora och familjen långrörsbladlöss. Inga underarter finns listade i Catalogue of Life.